# حسیبه بولمرقه
حسیبه بولمرقه (عربی: حسیبة بولمرقة) دونده اهل الجزایر و دارنده مدال طلا در بازی‌های المپیک تابستانی ۱۹۹۲ می‌باشد.